# Gao (Yibin)
 For alternative betydninger, se Gao. (Se også artikler, som begynder med Gao)
Gao (kinesisk: 高县; pinyin: Gāo Xiàn) er et byområde i Yibin i provinsen Sichuan i Folkerepublikken Kina.
Befolkningen var på 500.324 indbyggere i 1999.